# Louis-Charles Boistard
Louis-Charles Boistard (1763 – Parigi, 23 maggio 1823) è stato un ingegnere francese.

## Biografia
Louis-Charles Boistard entrò alla l'École des ponts et chaussées nel 1782 e, dopo due missioni, nel 1784 e 1785, a Rouen per i lavori del viale Saint-Sever e a Saint-Valery-en-Caux per i lavori al porto, nel 1787 venne nominato vice ingegnere della généralité di Parigi. Fu particolarmente impegnato ai lavori del ponte di Brunoy e alla stesura dei progetti per i ponti di Melun, Meaux e Nemours. Dal 1795 a 1804 fu incaricato specificamente di dirigere la costruzione del ponte di Nemours.
Nel 1804, fu nominato ingegnere capo presso la residenza di Nevers, con la missione di studiare il progetto del Canale Laterale della Loira tra Roanne e Digoin. Nel 1806, fu responsabile del servizio dei porti di Anversa e Flessinga, e dopo gli eventi di 1814, nominato al servizio nel dipartimento della Senna Marittima per la navigazione nella Senna bassa. Venne chiamato a Parigi, nel 1817, per procedere, con l'ispettore di divisione Hageau, alla verifica dei conti del Canale dell'Ourcq e delle acque di Parigi. Nel 1818, fu incaricato del servizio della distribuzione delle acque dell'Encq e nel 1819 al servizio dei marciapiede dei boulevard di Parigi.
Nel 1821 gli fu conferito il titolo di ingegnere capo direttore e morì poco dopo, il 23 maggio 1823.